# Eleanor Perry
Eleanor Perry (* als Eleanor Irene Rosenfeld 1914 in Cleveland, Ohio; † 14. März 1981 in  New York City) war eine US-amerikanische Drehbuchautorin und Schriftstellerin.

## Leben
Perry studierte an der Western Reserve University und machte dort einen Abschluss im Bereich der Sozialen Arbeit in der Psychiatrie. Im Anschluss beschäftigte sie sich mit mentaler Hygiene und anderen psychiatrischen Themen.
Mit ihrem Mann Leo Bayer verfasste sie unter dem Pseudonym Oliver Weld Bayer einige Thriller, zudem entstand in gemeinsamer Arbeit das Bühnenstück Third Best Sport, das 1958 auf dem Broadway aufgeführt wurde. Aus der Beziehung gingen zwei Kinder hervor. Ihr 1937 geborener Sohn William Bayer ist als Schriftsteller tätig. 1959 erfolgte die Scheidung von Leo Bayer.
Perry begann ihre Karriere als Drehbuchautorin mit dem Film David und Lisa. Der Film war auch die erste Zusammenarbeit mit ihrem zweiten Ehemann Frank Perry, mit dem sie seit 1960 verheiratet war. Bis einschließlich 1970 folgten weitere gemeinsame Produktionen, darunter auch Fernsehprojekte in enger Kooperation mit Truman Capote. 1971 erfolgte ihre Trennung. Im Anschluss trat Perry nur noch vereinzelt als Drehbuchautorin in Erscheinung. An dem 1973 veröffentlichten Der Mann, der die Katzen tanzen ließ war sie auch erst- und einmalig als Produzentin beteiligt.
1979 veröffentlichte Perry mit Blue Pages ihren ersten Roman.
Für das Drehbuch zu David und Lisa wurde Perry 1963 in der Kategorie Bestes adaptiertes Drehbuch für den Oscar nominiert. 1967 und 1973 wurde sie jeweils mit einem Emmy ausgezeichnet.
Bei den Internationalen Filmfestspielen Berlin von 1972 war sie die Präsidentin der Jury.
Perry starb an den Folgen einer Krebserkrankung. In ihren Filmen wie auch in ihrem sonstigen Auftreten vertrat Perry explizite feministische Positionen und kritisierte den Umgang mit Frauen in der Filmindustrie Hollywoods.

## Filmografie (Auswahl)
- 1962: David und Lisa (David and Lisa)
- 1968: Der Schwimmer (The Swimmer)
- 1969: Petting
- 1970: Tagebuch eines Ehebruchs (Diary of a Mad Housewife)
- 1973: Der Mann, der die Katzen tanzen ließ (The Man Who Loved Cat Dancing)